# Bítýška
Bítýška nebo též Bitýška je vodní tok (potok) v povodí Svratky na západní Moravě, pravostranný přítok Bílého potoka.
Pramení ve výšce 595 m nad mořem 1,5 km jihovýchodně od obce Sviny. Protéká soustavou rybníků u Ořechova a směřuje k jihovýchodu skrze Osovou Bitýšku a Velkou Bíteš. Ve Velké Bíteši se stáčí zhruba k severovýchodu a poblíž Křoví ústí v nadmořské výšce 445 m zprava do Bílého potoka. Po soutoku s Bílým potokem se používají oba názvy (Bitýška i Bílý potok), od sedmdesátých let 20. století však převládá pojmenování Bílý potok.